# Ludwig von Staudy

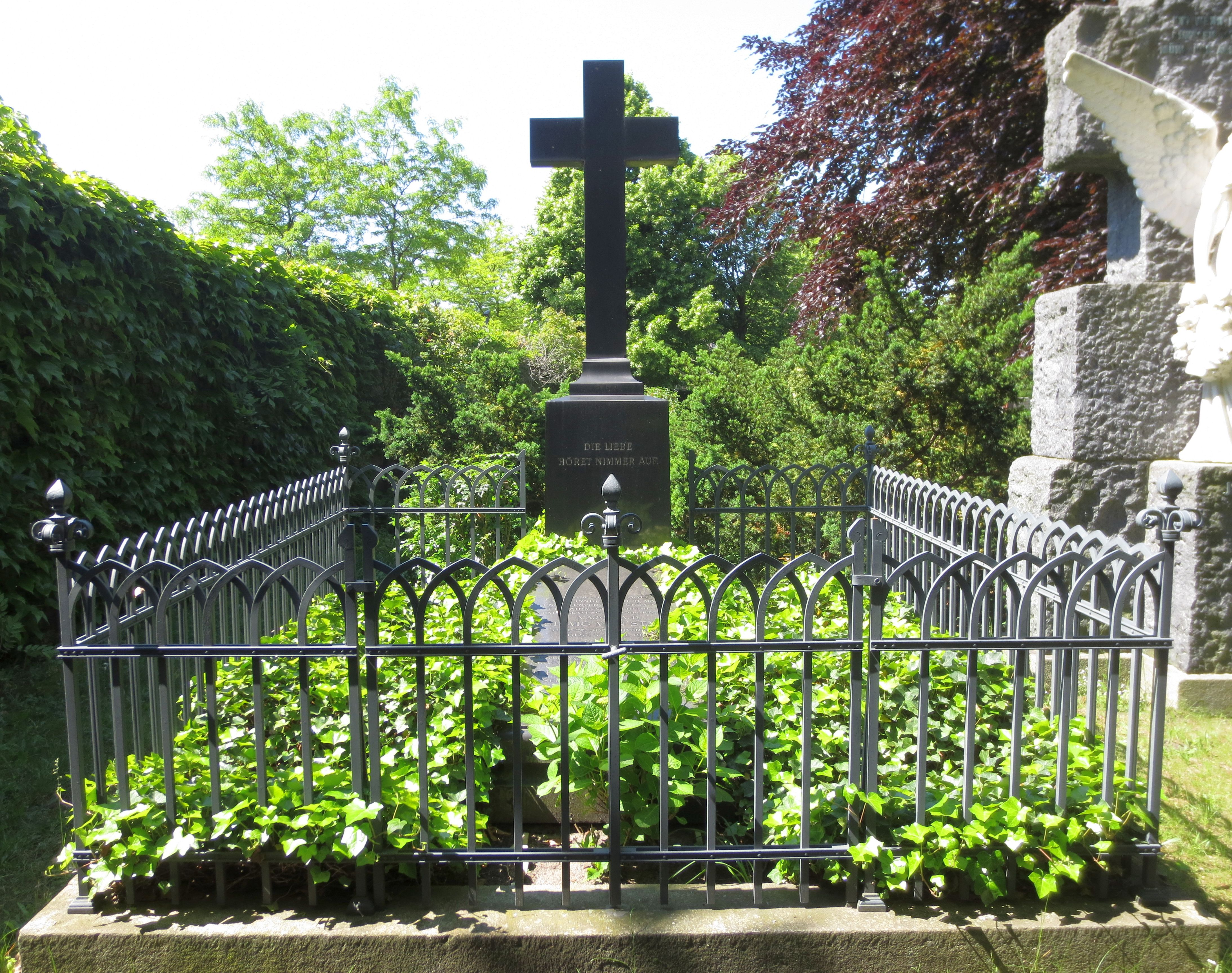
Grab Familie Ludwig von Staudy, Invalidenfriedhof Berlin

Ernst Adolf Ludwig Staudy, ab 1888 von Staudy (* 27. September 1834 in Unisław, Kreis Kulm; † 5. April 1912 in Posen) war ein deutscher Verwaltungsjurist. Er war Polizeipräsident, General-Landschaftsdirektor und Rittergutsbesitzer. 35 Jahre saß er im Deutschen Reichstag.

## Leben
Seine Eltern waren Johanna Ernestine Friederike Bayer und der Ober-Amtmann in Unislau bei Culm Ernst Ludwig Staudy. Ludwig besuchte das Gymnasium in Züllichau. Nach dem Abitur studierte er an der Friedrich-Wilhelms-Universität zu Berlin und der Ruprecht-Karls-Universität Rechtswissenschaft. 1853 wurde er im Corps Guestphalia Heidelberg recipiert. Er war Kreisrichter in Wagrowiec und Schneidemühl in der Provinz Posen. Später war er Staatsanwaltsgehilfe in Sensburg, Staatsanwalt und Landrat im Kreis Angerburg. Von 1869 bis 1882 war er in Posen als Polizeidirektor bzw. Polizeipräsident tätig. Als Garde-Landwehr-Infanterie-Offizier nahm er am Deutschen Krieg und am Deutsch-Französischen Krieg teil. Er erlebte die Schlacht bei Königgrätz, die Belagerung von Straßburg und die Belagerung von Paris.
Für die Deutschkonservative Partei vertrat er von 1877 bis 1912 den Reichstagswahlkreis Regierungsbezirk Gumbinnen 5 im Reichstag (Deutsches Kaiserreich). Mitglied des Preußischen Abgeordnetenhauses war er von 1898 bis 1908. 1882 wurde er Generallandschaftsdirektor der Provinz Posen. Er besaß ein Rittergut in Zakrzewo, Kreis Bomst. Am 12. Dezember 1888 wurde er vom jungen Wilhelm II. in den erblichen preußischen Adelsstand erhoben. Ludwig von Staudy war Wirklicher Geheimer Rat mit dem Prädikat Exzellenz.
1894 fand Staudy Erwähnung im Deutschen Millionärs-Adressbuch. Dort zeitgleich erwähnt ist der ebenfalls als Generallandschaftsdirektor für Posen tätige Rittergutsbesitzer und Politiker Stanislaus von Stablewski (1832–1904).

## Familie
Am 12. Juni 1887 heiratete er in Woplauken seine Minna Schmidt von Schmiedeseck (* 27. November 1847; † 1. Januar 1920). Das Ehepaar hatte die Tochter Alice, die 1890 den nachmaligen Polizeipräsidenten Max Lewald ehelichte. Der Sohn Hans Hilmar Ludwig von Staudy gründete 1920 mit Anna von Boddien eine Familie und lebte mit ihr mehrere Jahrzehnte in Potsdam. Sie hatten eine Tochter Ingrid und den Sohn Hans Karl Peter Ludwig (1922–1944), beide in Potsdam geboren. Der Enkel Ludwig von Staudy starb als Oberleutnant im Krieg, mit ihm ist genealogisch die Familie im Mannesstamme ausgestorben.